# Axoplasma
Axoplasma es como se denomina en biología al citoplasma contenido dentro del axón de una neurona (célula nerviosa). El axoplasma es un fluido viscoso dentro del cual se encuentran neurotúbulos, neurofilamentos, mitocondrias, gránulos y vesículas. Para algunos tipos de neuronas esto puede ser más del 99% del citoplasma total.
El axoplasma tiene una composición diferente de orgánulos y otros materiales que la que se encuentra en el cuerpo celular de la neurona (soma) o dendritas. En el transporte axonal (también conocido como transporte axoplásmico) los materiales son transportados a través del axoplasma hacia o desde el soma.

## Estructura
El axoplasma está compuesto por varios organelos y elementos citoesqueléticos. El axoplasma contiene una alta concentración de mitocondrias alargadas, microfilamentos y microtúbulos. El axoplasma carece de gran parte de la maquinaria celular (ribosomas y núcleo) necesaria para transcribir y traducir proteínas complejas. Como resultado, la mayoría de las enzimas y las grandes proteínas son transportadas desde el soma a través del axoplasma. El transporte axonal puede ser un transporte rápido o lento. El transporte rápido implica que el contenido vesicular (como los orgánulos) se mueve a lo largo de los microtúbulos por las proteínas motoras a una velocidad de 50-400 mm por día. El transporte axoplásmico lento implica el movimiento de proteínas solubles citosólicas y elementos citoesqueléticos a una velocidad mucho más lenta de 0,02-0,1mm/d. El mecanismo preciso del transporte axonal lento sigue siendo desconocido, pero estudios recientes han propuesto que puede funcionar por medio de la asociación transitoria con las vesículas de transporte axonal rápido. Aunque el transporte axonal es responsable de la mayoría de los orgánulos y proteínas complejas presentes en el axoplasma, estudios recientes han demostrado que se produce cierta traducción en el axoplasma. Esta traducción axoplásmica es posible debido a la presencia de complejos localizados de ARNm y de proteínas ribonucleares complejas.

## Historia
El axoplasma no fue un foco principal de investigación neurológica hasta después de muchos años de aprendizaje de las funciones y propiedades de los axones del calamar gigante.  Los axones en general eran muy difíciles de estudiar debido a su estructura estrecha y a su proximidad a las células gliales. Para resolver este problema se utilizaron los axones de calamar como modelo animal debido al tamaño relativamente vasto de los axones en comparación con los humanos u otros mamíferos. Estos axones fueron estudiados principalmente para entender el potencial de acción, y pronto se entendió que el axoplasma era importante en el potencial de la membrana.  Al principio se pensó que el axoplasma era muy similar al citoplasma, pero el axoplasma juega un papel importante en la transferencia de nutrientes y el potencial eléctrico que es generado por las neuronas.
De hecho, resulta bastante difícil aislar los axones de la mielina que los rodea, por lo que el axón del calamar gigante es el foco de muchos estudios que implican al axoplasma. A medida que se fue teniendo más conocimiento a partir del estudio de la señalización que ocurre en las neuronas, la transferencia de nutrientes y materiales se convirtió en un tema importante de investigación. Los mecanismos de la proliferación y los potenciales eléctricos sostenidos se vieron afectados por el rápido sistema de transporte axonal. El sistema de transporte axonal rápido utiliza el axoplasma para el movimiento, y contiene muchas moléculas no conductoras que cambian la velocidad de estos potenciales eléctricos a través del axón, pero no se produce la influencia opuesta. El sistema de transporte axonal rápido es capaz de funcionar sin un axolema, lo que implica que el potencial eléctrico no influye en el transporte de materiales a través del axón. Esta comprensión de la relación del axoplasma con respecto al transporte y el potencial eléctrico es fundamental para comprender las funciones generales del cerebro.
Con este conocimiento, el axoplasma se ha convertido en un modelo para el estudio de las diferentes señales y funciones celulares para la investigación de enfermedades neurológicas como el Alzheimer, y el Huntington. El transporte axonal rápido es un mecanismo crucial al examinar estas enfermedades y determinar cómo la falta de materiales y nutrientes puede influir en la progresión de los trastornos neurológicos.